# Реттерсхайн
Реттерсхайн (нем. Rettershain) — община в Германии, в земле Рейнланд-Пфальц. 
Входит в состав района Рейн-Лан. Подчиняется управлению Настеттен.  Население составляет 347 человек (на 31 декабря 2010 года). Занимает площадь 4,81 км².